# تپه نثار خان وردی
تپه نثار خان وردی مربوط به عصر آهن دو I- دوره اشکانیان است و در شهرستان دورود، بخش مرکزی، دهستان ژان، ۲۰۰ متری جنوب غربی روستای خان وردی واقع شده و این اثر در تاریخ ۲۳ بهمن ۱۳۸۵ با شمارهٔ ثبت ۱۷۲۱۵ به‌عنوان یکی از آثار ملی ایران به ثبت رسیده است.